# Шарль Фрідель
Шарль Фрідель (фр. Charles Friedel; 12 березня 1832, Страсбург — 20 квітня 1899, Монтобан) — французький хімік-органік і мінералог, член Паризької АН (1878). На його честь названо мінерал фриделіт.

## Біографія
В 1852 році закінчив Страсбурзький університет. З 1876 року професор Паризького університету.

## Основні роботи
Фрідель вперше синтезував ряд органічних сполук: молочну кислоту з бромпропіонової кислоти (1861), ізопропіловий спирт (1862) та гліцерин — з ацетону (1873), меліссінову (1880) та мезокамфорну (1889) кислоти. Спільно з Дж. Крафтс досліджував органічні сполуки кремнію (1863-1870); встановив чотиривалентність кремнію (і титану) і виявив схожість деяких сполук кремнію зі сполуками вуглецю. З ім'ям Фріделя пов'язана реакція Фріделя — Крафтса. Фрідель отримав штучно кварц, тридиміт, рутил, топаз та ін; вивчав піроелектрику кристалів. Іноземний член-кореспондент Петербурзької АН (1894).